# Augustinus Triumphus
Augustinus Triumphus (także: Augustyn z Ankony; ur. ok. 1241 w Ankonie, zm. 2 kwietnia 1328 w Neapolu) – filozof, teolog, pisarz propapieski.

## Wykształcenie i działalność naukowa
Do zakonu augustianów wstąpił ok. 1260. Od ok. 1270 studiował na uniwersytecie w Paryżu, gdzie uczęszczał na wykłady św. Tomasza z Akwinu i Bonawentury. Brał udział w soborze lyońskim w 1274. Ok. 1300 był wykładowcą na macierzystej uczelni, następnie nauczał teologii na uniwersytecie w Padwie. Był kaznodzieją w Neapolu na dworze Karola II i Roberta I.

## Poglądy
Należał do głównych przedstawicieli tzw. teorii papiestwa (opcja papieska). Argumenty, jakich użył w Summa de potestate ecclesiastica (1326) były używane aż do XVI w., by podkreślać pozycję papiestwa wobec władzy świeckiej. Uważał, że to papież decyduje o tym, kto może być cesarzem. Stąd był on określany mianem „pomocnika papieża”. Augustyn uznawał władzę królów pogańskich, pod warunkiem, że wykonywali ją sprawiedliwie.

## Recepcja w Polsce
Profesor Uniwersytetu Jagiellońskiego Benedykt Hesse w swoich poglądach teologicznych opierał się w głównej mierze m.in. na poglądach i pracach Augustyna. Obecnie jego dzieła są również obiektem zainteresowania wydawniczego.